# Gaultheria wardii
Gaultheria wardii är en ljungväxtart som beskrevs av Cecil Victor Boley Marquand och Airy Shaw. Gaultheria wardii ingår i släktet Gaultheria och familjen ljungväxter. Utöver nominatformen finns också underarten G. w. elongata.